# Aruba nos Jogos Pan-Americanos de 2003
Aruba competiu nos Jogos Pan-Americanos de 2003 em Santo Domingo, na República Dominicana. Não conquistou nenhuma medalha.